# Guillermo Avalos
Guillermo Avalos, född 23 februari 1923, död 19 mars 1978, var en argentinsk friidrottare. Han deltog vid olympiska sommarspelen 1948.